# Jim Shea (Skeletonpilot)
James Edmound „Jim“ Shea junior (* 10. Juni 1968 in Hartford, Connecticut) ist ein ehemaliger US-amerikanischer Sportler und Olympiasieger im Skeleton.
Jim Shea, der Gewinner der Skeletongoldmedaille bei den Olympischen Winterspielen 2002 in Salt Lake City, begann als Bobfahrer, wechselte dann aber aufgrund niedrigerer Kosten und höherer Spannung zu Skeleton. Nach dem Gewinn der Weltmeisterschaft 1999 qualifizierte er sich für das olympische Skeletonteam der USA.
Shea ist Olympiateilnehmer in der dritten Generation: Sein Vater Jim Shea Senior trat bei den Olympischen Winterspielen 1964 in den Disziplinen Nordische Kombination und Skilanglauf an, sein Großvater Jack Shea gewann zwei Eisschnelllaufgoldmedaillen bei den Olympischen Winterspielen 1932 in seiner Heimatstadt Lake Placid. Wie sein Großvater trug Shea bei der Eröffnungszeremonie der Spiele den olympischen Eid vor.